# Gusztáv Kálniczky
Gusztáv Kálniczky (ur. 17 maja 1896 w Budapeszcie, zm. w 1964) – węgierski szermierz, dwukrotny medalista mistrzostw świata.
Na igrzyskach olimpijskich w Amsterdamie w 1928 roku był piąty we florecie drużynowym, a w zawodach indywidualnych odpadł w pierwszej rundzie. Były to jego jedyne starty olimpijskie.
Podczas mistrzostw świata w Neapolu w 1929 roku (oficjalnie zawody tego cyklu rozgrywane są pod tą nazwą dopiero od 1937) wywalczył brązowy medal we florecie drużynowym. Na rozgrywanych dwa lata później mistrzostwach świata w Wiedniu w tej samej konkurencji był drugi. 
Był zawodowym żołnierzem, w stan spoczynku przeszedł w stopniu kapitana.